# Medresa Reis Džemaludin ef. Čaušević
Medresa Reis Džemaludin ef. Čaušević je odgojno-obrazovna institucija u Bosni i Hercegovini. Sjedište medrese je u Cazinu.

## Povijest
Medresa u Cazinu je sagrađena 1867. godine prvobitno od drvene građe. Zapalile su je austrougarske snage, zbog oružanog otpora koji je pružen na tom prostoru. Ponovo je sagrađena od kamena 1890. godine. Djelovala je do 1918 godine, kada je zbog nedostatka materijalno-financijskih sredstava morala obustaviti svoj rad.
Dolaskom komunističke vlasti 1945. god. imovina medresa je oduzeta Islamskoj zajednici kao što je bio slučaj sa svim vakufskim dobrima na prostoru Bosne i Hercegovine. Ponovno je otvorena u vremenu rata u Bosni i Hercegovini 8. rujna 1993. kada je ovo područje bilo izolirano od ostalih djelova Bosne i Hercegovine. Medresa je dobila ime po najpoznatijem alimu s prostora Bosne i Hercegovine Mehmedu Džemaluddinu ef. Čauševiću, koji je bio reis-ul-ulema od 1914. do 1930. godine. 
Trenutačno je jedina medresa na području Bihaćkog muftiluka i pokriva potrebe za ovom vrstom školovanja za oko 300.000 stanovnika Unsko-sanske županije. Školovanje traje četiri godine. Nastava se izvodi po Nastavnom planu i programu u koji je uključeno 28 predmeta. Škola je priznata od Ministarstva obrazovanja i Rijaseta Islamske zajednice u Bosni i Hercegovini.

## Vanjske povezice
- Medresa Reis Džemaluddin ef. Čaušević